# Першоцвіт
«Першоцвіт» — радянський художній фільм 1986 року, знятий режисером Віктором Жилком на Кіностудії ім. О. Довженка.

## Сюжет
За мотивами оповідання Л. Єлісєєвої «Далеке». 1920-30-ті роки. Маленька Льоля живе разом із матір'ю у невеликому провінційному місті. Вони живуть дуже тяжко, бо батько Льолі — червоний командир — загинув у Громадянську війну. Щоб прогодуватись, мама Льолі хапається за будь-яку роботу. Незабаром вона виходить заміж. Вітчим, людина, що напівспилася, швидко створює в будинку атмосферу злості та недовіри. Він наполягає на тому, щоб Льолю відправили до хворої бабусі. Тільки тут маленька дівчинка знаходить спокій. Але через шість років бабуся вмирає, і Льоля, що подорослішала, змушена повернутися до рідного дому. вітчим, що остаточно опустився, пропиває всі гроші. Щоб допомогти матері, дівчинка підробляє біля однієї німкені. Льолі нема у чому ходити до школи, та й нема з ким залишити маленьких брата та сестру. Мати не може захистити свою дочку, бо сама боїться вітчима. Знущання та побої ледь не доводять дівчинку до самогубства, але її рятує звістка про смерть мучителя.

## У ролях
- Олександра Руденко — Льоля велика
- Катя Рябошлик — Льоля маленька
- Наталія Шостак — мати Льолі
- Андрій Болтнєв — Іван, вітчим
- Олександр Пороховщиков — скульптор
- Стефанія Станюта — бабуся
- Володимир Кашпур — церковний сторож
- Ілля Іванов — фінінспектор
- Ірина Терещенко — вчителька
- Хелга Данцберга — німкеня
- Юріс Стренга — чоловік німкені
- Володимир Жилко — Ростик
- Юля Кукліна — Варенька
- Сашко Жилко — Конопатий
- Оля Колодкова — дочка німкені
- Семен Дашевський — епізод
- Федір Глущенко — епізод
- Олександр Карен — епізод
- Олег Федулов — водій

## Знімальна група
- Режисер — Віктор Жилко
- Сценарист — Валерія Врублєвська
- Оператор — Богдан Вержбицький
- Композитор — Георгій Дмитрієв
- Художник — Лариса Жилко